# Enzo Francescoli
Enzo Francescoli Uriarte (* 12. November 1961 in Montevideo) ist ein ehemaliger uruguayischer Fußballspieler. Der zweimalige Fußballer des Jahres von Südamerika gewann mit der Nationalmannschaft dreimal die Copa América. Als Vereinsspieler hatte er mit River Plate seine größten Erfolge. Pelé setzte ihn 2004 auf die Liste der 125 besten lebenden Fußballer (FIFA 100). Heute arbeitet er für das Fernsehen.

## Jugend
Der Junge mit italienischen und spanischen Vorfahren wurde in Uruguays Hauptstadt Montevideo geboren und wuchs auch dort auf. Mit 13 Jahren trat der begeisterte Fußballer dem kleinen Klub Cady Juniors bei. Als Scouts des Erstligisten Montevideo Wanderers auf das ballgewandte und geschickte Talent aufmerksam wurden, schloss er sich den Wanderers an, obwohl er von klein auf ein Anhänger des Traditionsvereins Peñarol war.

## Vereinskarriere

### Montevideo Wanderers (1980 bis 1983)
Mit 19 Jahren gab Francescoli sein Debüt für die Wanderers in Uruguays erster Liga. Das Talent startete ohne große Anlaufschwierigkeiten durch und war schnell ein Leistungsträger der Mannschaft, die jedoch die Vorherrschaft der Spitzenvereine Peñarol und Nacional nicht durchbrechen konnte. Aufgrund seiner Spielweise und den gezeigten Leistungen erhielt er ein Angebot von River Plate.

### River Plate (1983 bis 1986)
Anfang 1983 zahlte der argentinische Spitzenverein River Plate rund 350.000 Dollar Ablöse und holte Francescoli so über den Río de la Plata ins Nachbarland. Gegen CA Huracán absolvierte er am 24. April 1983 sein erstes Spiel für River Plate (1:0). Doch zu Beginn hatte er mit Anpassungsschwierigkeiten zu kämpfen und musste sich seinen Platz in der Mannschaft erst einmal erkämpfen. Erst nachdem er vom Mittelfeld in den Angriff beordert wurde, stieg seine Formkurve steil nach oben. In seiner zweiten Saison erlebte Francescoli eine regelrechte Leistungsexplosion, schoss 24 Tore und sicherte sich damit den Titel als Torschützenkönig. Die Sportzeitung El País wählte ihn zu Südamerikas Fußballer des Jahres. In der Saison 1985/86 führte Francescoli die Millionarios mit 25 Treffern zum Meistertitel und wurde als erster Ausländer zu Argentiniens Fußballer des Jahres gewählt. Der Uruguayer war der neue Superstar der Liga und wurde wegen seiner eleganten und technisch perfekten Spielweise von den Fans „El Principe“ (Der Prinz) getauft. Aufgrund seines hervorragenden Torinstinkts und seiner Spielweise war Francescoli bald der begehrteste Spieler des Kontinents.

### In Frankreich (1986 bis 1990)
Der Ausnahmespieler hatte bald zahlreiche Angebote europäischer Vereine, doch im Sommer 1986 verkündete er seinen Wechsel nach Frankreich, wo er sich Racing Club Paris anschloss. Der Aufsteiger wurde vom ehrgeizigen Industriellen Jean-Luc Lagardère unterstützt, die enorm viel Geld in den Verein investierte. Neben Francescoli wechselten mit Pierre Littbarski, Thierry Tusseau und Luis Fernández weitere Topspieler nach Paris. Doch die ehrgeizigen Ziele ihres Präsidenten konnte die Mannschaft nie erfüllen und enttäuschte, da man regelmäßig im Mittelmaß der Liga landete. Nach drei Jahren sah Francescoli keinen Fortschritt und forcierte seinen Transfer zum Meister Olympique Marseille.
1989 wechselte Francescoli zum Serienmeister nach Marseille, der mit Spielern wie Jean-Pierre Papin, Alain Roche und Manuel Amoros aufwarten konnte und nicht nur in Frankreich zu den Topteams zählte. Doch in Marseille hatte er nicht nur aufgrund von Verletzungen Probleme: Präsident Bernard Tapie und Trainer Gerard Gili schwärmten für Chris Waddle und Abédi Pelé, die auf der Position des Uruguayers spielen sollten. Obwohl Marseille am Saisonende Meister wurde und einer ordentlichen Leistung von Francescoli (mit 11 Toren OMs zweitbester Torjäger) wurde ihm der Abschied nahegelegt. Nach nur einem Jahr an der Côte d’Azur musste sich Francescoli nach einem Klub umsehen.

### In Italien (1990 bis 1994)
Nach dem Jahr in Marseille unterschrieb Francescoli einen Dreijahresvertrag beim sardischen Klub Cagliari Calcio und wechselte in die Serie A. Der elegante und spielstarke Uruguayer wurde von den Tifosi wegen seines Spiels gefeiert. Doch bei der defensiv eingestellten Mannschaft rückte er vom Sturm ins Mittelfeld zurück. Hier spielte er mit José Óscar Herrera und Daniel Fonseca zwei Landsleuten zusammen. Cagliari zählte nicht zu den Spitzenmannschaften in Italien und landete im Mittelmaß, außer 1992/93 belegte er mit der Mannschaft den 6. Platz, die beste Platzierung seit über zwanzig Jahren.
Bei Torino Calcio, einem Verein mit großer Geschichte, aber aktuell nur Mittelmaß, blieb er nur eine Saison, bevor er nach Argentinien zurückkehrte.

### River Plate (1994 bis 1997)
Nach sieben Jahren in Europa, kehrte Francescoli 1994 mit 33 Jahren zu seiner alten Liebe River Plate zurück. Damit hielt er sein Versprechen ein, als er vor seinem Wechsel nach Europa sagte: „Eines Tages, das ist sicher, werde ich wieder für River Plate im Monumental spielen.“ Am 25. September 1994 streifte er sich in der Partie gegen die Argentinos Juniors wieder das weiß-rote Trikot über. Zurück in Argentinien erlebte Francescoli im „Herbst“ seiner Karriere nochmal Karrierehöhepunkte und erreichte wieder seine Bestform. Als hängende Spitze brachte der erfahrene Starspieler die Mannschaft entscheidend weiter. Er fungierte als Bindeglied zwischen Trainer Ramón Díaz und der jungen Mannschaft, die mit Talenten wie Ariel Ortega und Marcelo Gallardo besetzt war. Mit River Plate gewann er vier Meisterschaften, 1996 sogar die Copa Libertadores (Pendant zur europäischen UEFA Champions League) und ein Jahr später die letzte Ausgabe der Supercopa Sudamericana gegen den FC São Paulo. Er wurde sogar noch einmal Torschützenkönig. Sein letztes Ligaspiel für die „Millionarios“ absolvierte er am 21. Dezember 1997 gegen die Argentinos Juniors (1:1).
Im Februar 1998 verabschiedete sich Enzo Francescoli in einem Abschiedsspiel zwischen River Plate und Peñarol Montevideo vom Profifußball.

## Karriere in der Nationalmannschaft
Francescoli wurde 1981 mit der uruguayischen U-20-Auswahl Südamerikameister an der Seite von Spielern wie Adolfo Barán, Santiago Ostolaza, Jorge da Silva und José Batista. Im Verlaufe des Turniers wurde er von Trainer Aníbal Gutiérrez Ponce siebenmal (fünf Tore) eingesetzt. Im selben Jahr erreichte er mit Uruguay das Viertelfinale bei der Junioren-Fußballweltmeisterschaft 1981. Dazu trug er mit drei Turniereinsätzen (kein Tor) bei.
Sein erstes Länderspiel für Uruguay absolvierte Francescoli am 20. Februar 1982 beim Nehru Cup in der Partie gegen Südkorea (2:2). Im Jahr darauf feierte er mit der „Celeste“ den Sieg bei der Copa América, als Brasilien im Finale mit 2:0 bezwungen werden konnte. Zwei Jahre später nahm er am Copa Artigas teil und spielte ebenfalls 1985 mit der Nationalelf um den Artemio-Franchi-Pokal.
1986 fuhr er mit Uruguay zur Weltmeisterschaft nach Mexiko. Die erste WM-Teilnahme der „Celeste“ seit zwölf Jahren. Doch die Mannschaft konnte zu keinem Zeitpunkt überzeugen, schaffte aber trotzdem als Drittplatzierter den Sprung ins Achtelfinale (1:1 gegen Deutschland, 1:6 gegen Dänemark, 0:0 gegen Schottland). Francescoli hatte per Foulelfmeter gegen die Dänen sein erstes WM-Tor erzielt. Doch gegen die Argentinier war bei der 0:1-Niederlage nichts zu holen und Uruguay fuhr ohne Sieg nach Hause.
Im darauffolgenden Jahr konnte sich die Mannschaft um Starspieler Francescoli bei der Copa América für das schwache WM-Turnier rehabilitieren, da man den Titel verteidigen konnte. Im Endspiel wurde Chile mit 1:0 bezwungen. Auch zwei Jahre später bei der Copa América 1989 kam Francescoli zum Einsatz.
Nach der geschafften Qualifikation für die WM 1990 in Italien führte Francescoli sein Land als Kapitän zum Turnier in Europa, wo man sich verbessert präsentieren wollte. Die Gruppenphase wurde als Drittplatzierter zwar gemeistert, doch die Mannschaft wusste nur selten zu überzeugen. Wie vier Jahre zuvor war im Achtelfinale nach einer 0:2-Niederlage gegen Gastgeber Italien das Turnier vorzeitig beendet.
Sein letztes großes Turnier war die Copa América 1995 im eigenen Land. Francescoli war in blendender Verfassung und als Kapitän führte er seine Mannschaft ins Finale (zwei Tore). Dort wurde Brasilien im Elfmeterschießen bezwungen. Als Beweis seiner überragenden Form wurde der 34-Jährige als Südamerikas Fußballer des Jahres geehrt.
In der Folgezeit bestritt er noch einige Spiele im Rahmen der WM-Qualifikation für das Turnier 1998. Das letzte Spiel Francescolis für Uruguay war dann am 20. August 1997 das in Montevideo gegen Chile (1:0).

## Nach der Karriere
2003 rief er zusammen mit Francisco Casal den amerikanischen Fußballsender Gol TV ins Leben und lebt mit seiner Familie seitdem in Miami.

## Erfolge

### Mit Vereinen
- Argentinischer Meister: 1985/86, Apertura 1994, Clausura 1995, Apertura 1996, Clausura 1997 (5-mal)
- Französischer Meister: 1989/90
- Copa Libertadores: 1996
- Supercopa Sudamericana: 1997

### Mit der Nationalmannschaft
- Copa América: 1983, 1987, 1995
- Nehru Cup: 1982

### Persönliche
- Südamerikas Fußballer des Jahres: 1984, 1995
- Argentiniens Fußballer des Jahres: 1985, 1995
- Bester Spieler der Copa América: 1983, 1995
- FIFA 100
- Argentinischer Torschützenkönig: 1984 (24 Tore), 1986 (25 Tore), 1994 (12 Tore)